# Brigitte Reimann

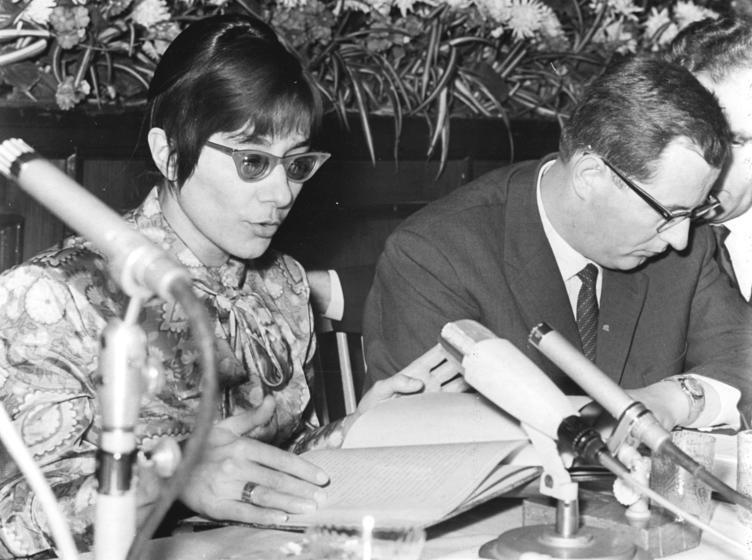
Brigitte Reimann (1966)

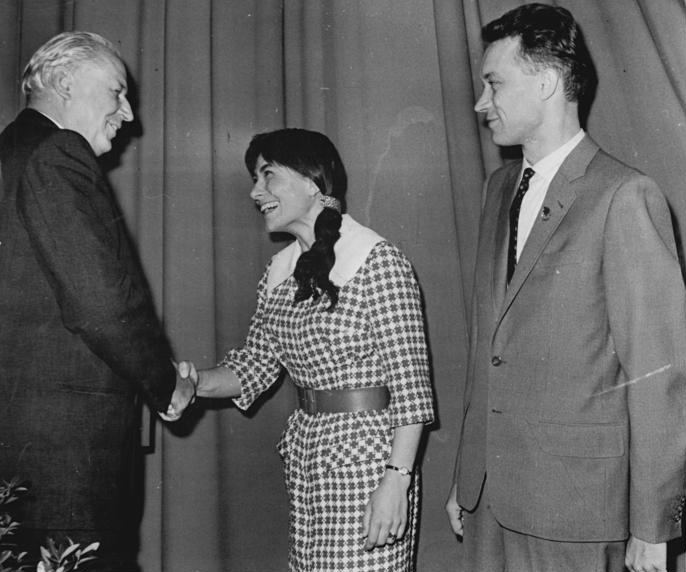
Herbert Warnke (links) verleiht den Kunstpreis des FDGB für Literatur an Brigitte Reimann und Siegfried Pitschmann (1961)

Brigitte Reimann (* 21. Juli 1933 in Burg (bei Magdeburg); † 20. Februar 1973 in Ost-Berlin) war eine deutsche Schriftstellerin. Ihr Kurzroman Ankunft im Alltag (1961) gab der sogenannten Ankunftsliteratur den Namen.

## Leben und Werk
Brigitte Reimann wurde als Tochter des Bankkaufmanns Willi Reimann (1904–1990) und seiner Frau Elisabeth (1905–1992) als ältestes von vier Geschwistern – Ludwig (* 1934), Ulrich (* 1941) und Dorothea (* 1943) – in Burg bei Magdeburg geboren. Mit 14 Jahren erkrankte sie an Kinderlähmung, musste ein halbes Jahr auf einer Isolierstation zubringen und beschloss in dieser Zeit, Schriftstellerin zu werden. In Burg war sie Mitglied der „Arbeitsgemeinschaft Junger Autoren“ (Nachwuchsorganisation des Deutschen Schriftstellerverbandes), wo sie, neben anderen jungen Talenten wie Martin Selber, Wolfgang Schreyer, Helmut Sakowski, Reiner Kunze und Wolf Dieter Brennecke, durch Otto Bernhard Wendler nachdrücklich gefördert wurde und zu ihrem Stil fand. Nach dem Abitur 1951 arbeitete sie zunächst als Lehrerin. 1953 heiratete sie Günter Domnik (1933–1995); diese Ehe wurde 1958 geschieden. In der Spätphase der ersten Ehe suchte das MfS Kontakt zu Reimann, auf den sie sich aus pragmatischen Gründen zugunsten ihres Ehemanns einließ. Jedoch offenbarte sie sich kurz darauf gegenüber dem Vorstand des Schriftstellerverbandes, woraufhin das MfS den Kontakt einstellte.
Als Schriftstellerin war sie in ihrem Frühwerk dem Bitterfelder Weg verpflichtet, nach dessen Leitlinien Autoren versuchen sollten, durch die Arbeit in Industriebetrieben einen engeren Kontakt zum Volk herzustellen. Auch der vom DDR-Regime propagierten Stilrichtung des Sozialistischen Realismus stand Reimann anfangs positiv gegenüber, und Walter Ulbricht berief die Autorin in die Jugendkommission beim Zentralkomitee der SED. Mit der Zeit veränderte sich jedoch nicht nur ihre politische Haltung, sondern auch der literarische Anspruch Brigitte Reimanns, die insbesondere in ihrem postum veröffentlichten umfangreichen Romanfragment Franziska Linkerhand (1974) verstärkt mit Formen des assoziativen und subjektiven Erzählens experimentierte.

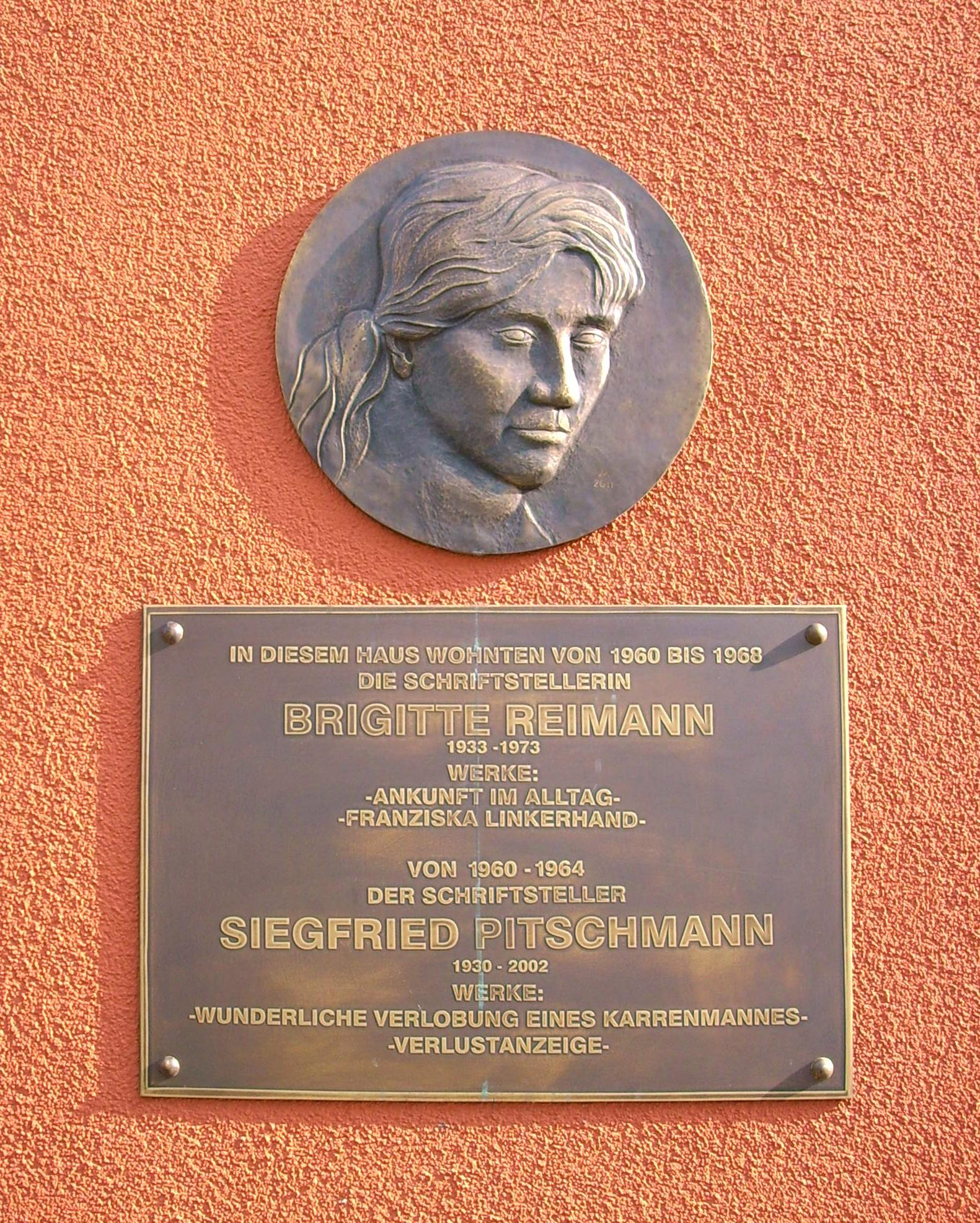
Gedenktafel an Reimanns Wohnhaus in Hoyerswerda

1960 zog sie nach Hoyerswerda, wo sie bis 1968 wohnte. Während der Jahre in Hoyerswerda arbeitete sie im VEB Kombinat Schwarze Pumpe. Aus dieser Tätigkeit heraus schrieb sie 1961 den Kurzroman Ankunft im Alltag, der sich mit den Erlebnissen dreier Abiturienten in einer Arbeiterbrigade beschäftigt. Das Buch hatte großen Erfolg und gab der sogenannten Ankunftsliteratur den Namen. Reimann war in dieser Zeit (1959–1964) in zweiter Ehe mit dem Schriftsteller Siegfried Pitschmann (1930–2002) verheiratet, mit dem sie mehrere gemeinsame Werke schuf. Für ihre Erzählung Die Geschwister (1963), die sich mit dem Thema der Flucht in den Westen beschäftigt, erhielt Reimann 1965 den renommierten Heinrich-Mann-Preis.
Von 1964 bis 1970 war sie mit Hans Kerschek verheiratet, den sie in ihren Tagebüchern Jon K. nannte.
Brigitte Reimann pflegte einen regen Austausch mit Autorenkollegen wie Annemarie Auer, Jens Gerlach, Günter de Bruyn, Reiner Kunze, Margarete Neumann, Georg Piltz, Helmut Sakowski, Wolfgang Schreyer, Max Walter Schulz, Erwin Strittmatter, Bodo Uhse und Christa Wolf. Für ihre Rundfunkarbeiten stand sie in Arbeitskontakten mit Gerhard Rentzsch, Theodor Popp, Wolfgang Rödel, Peter Gugisch und Horst Buerschaper, für ihre Film- und Fernsehprojekte mit Kurt Maetzig, Manfred Dorschan, Roland Oehme, Lothar Warneke und Bernd Scharioth.
Ab November 1968 wohnte sie in Neubrandenburg, wo sie, ab 1969 mit dem Hörfunkjournalisten Juergen Schulz befreundet, 1971 in vierter Ehe den Arzt Rudolf Burgartz (1943–2015) ehelichte. An diesem Ort arbeitete sie auch an ihrem Hauptwerk Franziska Linkerhand, obwohl sie in ihren letzten Lebensjahren stark durch eine Krebserkrankung beeinträchtigt war, an der sie im Februar 1973 im Alter von 39 Jahren schließlich in der Robert-Rössle-Klinik in Berlin-Buch starb. Da kein Testament von ihr überliefert ist, ging das komplette dingliche und urheberrechtliche Erbe auf ihren letzten Ehemann über.
Im Jahre 1991 wurde das Urnengrab der Autorin aus Burg – hier war sie nach ihrem Tod bestattet worden – auf den Friedhof nach Oranienbaum überführt, wo die Eltern Elisabeth und Willi begraben liegen. Da die Familie die Grabstätte aufgab, wurde die Urne im Juli 2019 nach Burg rücküberführt.

### Der RomanFranziska Linkerhand
Den Roman Franziska Linkerhand hinterließ Brigitte Reimann unvollendet. In der DDR wurde 1974 eine gekürzte Fassung des Buches publiziert. Eine nach dem überlieferten Typoskript herausgegebene vollständige Ausgabe des Buches erschien 1998. Das Nachwort von Withold Bonner beschäftigt sich mit den Abweichungen zwischen dem Typoskript und der Ausgabe von 1974. Daraus geht hervor, dass in der Erstausgabe etwa vier Prozent des Gesamttextes gestrichen worden waren, darunter viele Passagen, die sich kritisch mit der DDR auseinandersetzten. Im Jahre 1981 wurde der DEFA-Film Unser kurzes Leben nach Motiven des Romans gedreht und aufgeführt.

### Die Tagebücher
Die Tagebücher Brigitte Reimanns haben sowohl in den Augen der Kritiker als auch im Interesse der Leserschaft den Rang des eigentlichen literarischen Hauptwerks der Autorin erlangt. Bislang veröffentlicht sind die Aufzeichnungen zwischen dem 31. August 1955 und dem 14. Dezember 1970. Diese spiegeln die Ereignisse zwischen ihrem 23. und 38. Lebensjahr. Die Tagebücher, die Brigitte Reimann von 1947 bis 1954 führte, hatte sie in der Hoffnung auf einen unbelasteten Neuanfang ihrer Ehe mit Siegfried Pitschmann selbst am 11. November 1959 in Burg verbrannt. Eine erste posthum von Elisabeth Elten-Krause und Walter Lewerenz herausgegebene Auswahl von Briefen und Tagebuch-Aufzeichnungen erschien 1983 im Verlag Neues Leben Berlin und 1984 im Luchterhand-Verlag, Darmstadt, Neuwied. Sie erzielte mit ihrem starken Echo in Ost und West mehrere Nachauflagen.
In den Jahren 1997 und 1998 edierte der Aufbau-Verlag Berlin die von Angela Drescher mit ausführlichem Anhang herausgegebene zweibändige Ausgabe der auf 1324 Seiten typoskripierten handschriftlich geführten Tagebücher. Vor allem die in einem Hörfunk-Feature und zwei dokumentarischen Hörstücken von Inés Burdow dokumentierten Äußerungen der Freunde Brigitte Reimanns – hier besonders des Radiojournalisten Juergen Schulz und der Jugendfreundin Irmgard Weinhofen –, in denen beide bezeugen, dass die Autorin noch bis zu ihrem Tod jene broschierten schwarzen A5-Schulhefte bei sich hatte und darin all die Jahre weiterhin ihre Tagebuch-Einträge machte, stellen die Frage nach dem Verbleib von Brigitte Reimanns Aufzeichnungen zwischen 15. Dezember 1970 und 20. Februar 1973.

„Ich kann mich nicht erinnern, das Buch einer Frau in deutscher Sprache gelesen zu haben, in dem die Sehnsucht nach Liebe mit einer solchen Sinnlichkeit und Intensität gezeigt wurde.“

### Fund im ehemaligen Wohnhaus
Bauarbeiter fanden 2022 in Reimanns ehemaligem Wohnhaus in Hoyerswerda unter einer Treppe handschriftliche Dokumente, die dort zurückgeblieben waren, und sicherten sie. Mit Hilfe der darin enthaltenen Urfassung des Romans Die Geschwister konnte dieser in einer ungekürzten und unzensierten Fassung neu veröffentlicht werden.

## Auszeichnungen und Ehrungen

### Preise zu Lebzeiten
- 1960 2. Preis in der Nationalen Runde des Internationalen Hörspielpreises der Rundfunkanstalten von Tschechoslowakei, Ungarn, Polen und der DDR (zusammen mit Siegfried Pitschmann) für Ein Mann steht vor der Tür[18]
- 1961 Kunstpreis des FDGB für Literatur (zusammen mit Siegfried Pitschmann für die Hörspiele Ein Mann steht vor der Tür und Sieben Scheffel Salz)
- 1962 Kunstpreis des FDGB für Ankunft im Alltag[19]
- 1965 Heinrich-Mann-Preis für Die Geschwister[20]

### Postume Ehrungen

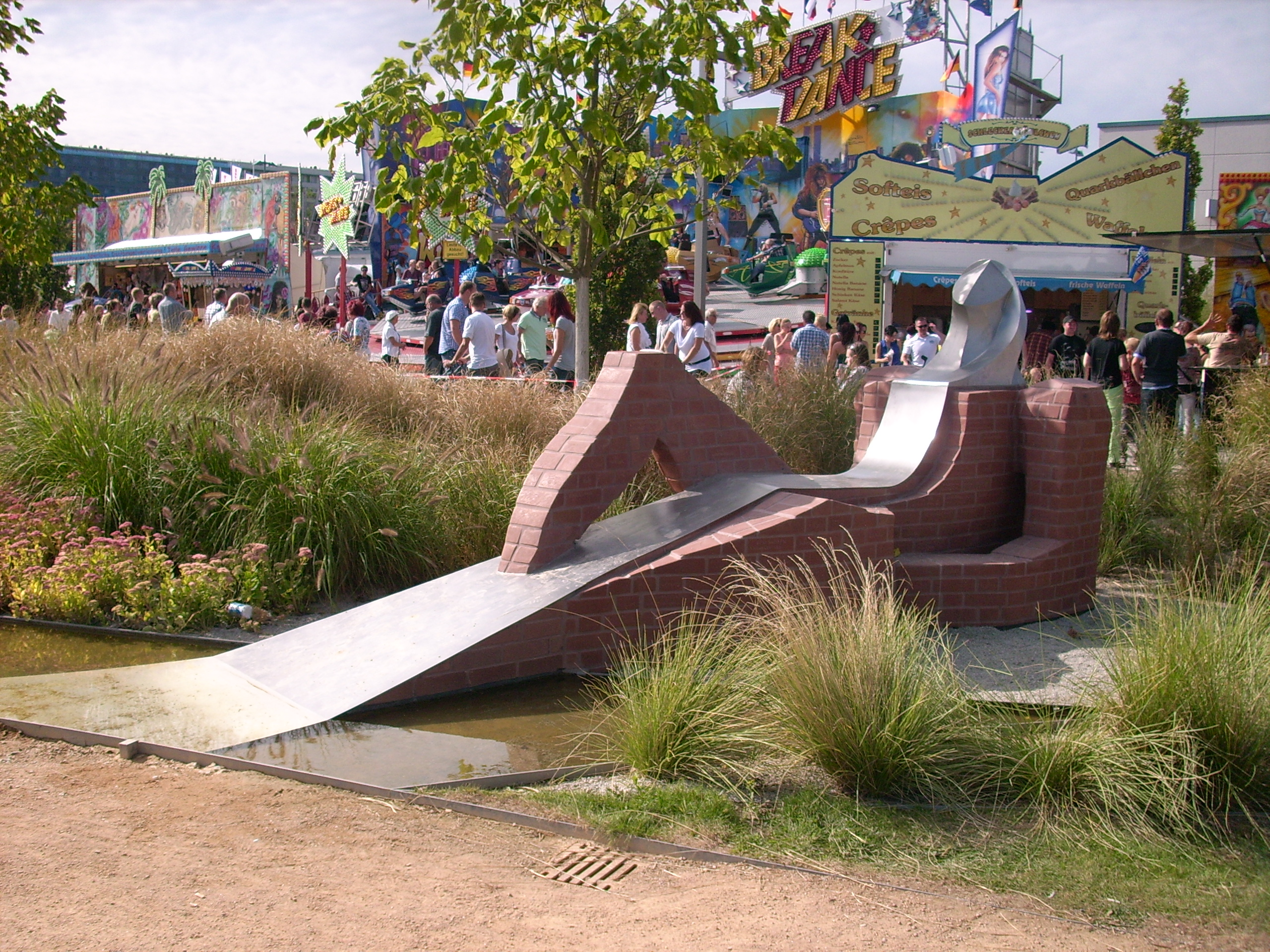
Skulptur Die große Liegende von Thomas Reimann als Hommage im Stadtpark Hoyerswerda

Brigitte Reimann erfuhr postum zahlreiche Ehrungen anlässlich ihres 70. Geburtstags im Jahr 2003. Unter anderem wurde in Hoyerswerda die Stadtbibliothek nach ihr benannt und in Neubrandenburg eine Brigitte-Reimann-Gedenkstätte eingerichtet. Die Stadtbibliothek ihrer Geburtsstadt Burg trägt seit dem 20. Februar 1986 ihren Namen. 2004 wurde Reimanns Leben in der Fernsehproduktion Hunger auf Leben mit Martina Gedeck in der Hauptrolle verfilmt.
Am 21. Februar 2013 begann in Burg das Brigitte-Reimann-Jahr, im Zuge dessen auch die Skulptur Die große Liegende für sie geschaffen und am 21. Juli 2013 anlässlich ihres 80. Geburtstags im Hoyerswerdaer Zentralpark eingeweiht wurde.
Seit 2016 gibt es entlang der Ihle eine Brigitte-Reimann-Promenade mit einer Informationstafel. Am Standort des 2017 abgerissenen Geburtshauses ist für sie eine Gedenktafel angebracht.
Ein überlebensgroßes Gemälde, das Reimann zeigt, ist auf einem Wandgiebel in der Innenstadt von Burg zu sehen. Außerdem existiert eine Sonderbriefmarke mit ihrem Konterfei.

## Werke

### Veröffentlichungen zu Lebzeiten
- Der Tod der schönen Helena. Textillustration von Kurt Zimmermann (= Zur Abwehr bereit. Heft 12). Verlag des MdI, Ost-Berlin 1955, DNB 36451938X (54 S.).
- Kinder von Hellas. Illustrationen von Kurt Zimmermann. Verlag des MfNV, Ost-Berlin 1956, DNB 575764678 (211 S.).
- Die Frau am Pranger. Erzählung. Verlag Neues Leben, Ost-Berlin 1956, DNB 575764643 (148 S.).
- Das Geständnis. Erzählung (= Die Reihe. Band 35). Aufbau Verlag, Ost-Berlin 1960, DNB 453968864 (88 S.).
- Ein Mann steht vor der Tür. Hörspiel. Mit Siegfried Pitschmann (= Die Reihe. Band 50). Aufbau Verlag, Ost-Berlin 1960, DNB 453968880 (57 S.).[25]
- Sieben Scheffel Salz. Hörspiel. Mit Siegfried Pitschmann. In: Hörspieljahrbuch. Nr. 1. Henschelverlag, 1961, ZDB-ID 6226-1, S. 65–93.[26]
- Ankunft im Alltag. Erzählung. Verlag Neues Leben, Ost-Berlin 1961, DNB 453968783 (281 S.).
- Die Geschwister. Erzählung. Aufbau Verlag, Ost-Berlin 1963, DNB 453968813 (252 S.).
Ausgezeichnet mit dem Heinrich-Mann-Preis.
- Das grüne Licht der Steppen. Tagebuch einer Sibirienreise. Fotos von Thomas Billhardt. Verlag Neues Leben, Ost-Berlin 1965, DNB 453968872 (153 S.).
- Sonntag, den … – Briefe aus einer Stadt (Filmfeuilleton von 1970 über Neubrandenburg), Musik: André Asriel, Redaktion: Ingrid Smolka, Kamera: Manfred Hildebrandt, Sprecherin: Jessy Rameik, Gesang: Manfred Krug, Regie: Bernd Scharioth[27][28]

### Postume Veröffentlichungen
- Franziska Linkerhand. Roman. Verlag Neues Leben, Ost-Berlin 1974, DNB 740523775 (582 S., unvollendet).
- Brigitte Reimann in ihren Briefen und Tagebüchern. Eine Auswahl. Hrsg.: Elisabeth Elten-Krause, Walter Lewerenz. Verlag Neues Leben, Ost-Berlin 1983, DNB 840388969 (323 S.). Auch: Die geliebte, die verfluchte Hoffnung. Luchterhand-Verlag, Darmstadt/Neuwied 1984, ISBN 3-472-86588-1.
- Sei gegrüßt und lebe. Eine Freundschaft in Briefen, 1964–1973. Mit Christa Wolf. Hrsg.: Angela Drescher. Aufbau Verlag, Berlin/Weimar 1993, ISBN 3-351-02226-3 (190 S.).
- Briefwechsel. Mit Hermann Henselmann. Nachbemerkung von Irene Henselmann. Hrsg.: Ingrid Kirschey-Feix. Verlag Neues Leben, Berlin 1994, ISBN 3-355-01418-4 (123 S.).
- Aber wir schaffen es, verlaß Dich drauf! Briefe an eine Freundin im Westen. Hrsg.: Ingrid Krüger. Elefanten Press, Berlin 1995, ISBN 3-88520-545-9 (185 S.).
- Ich bedaure nichts. Tagebücher 1955–1963. Aufbau Verlag, Berlin 1997, ISBN 3-351-02835-0 (428 S.).
- Alles schmeckt nach Abschied. Tagebücher 1964–1970. Hrsg.: Angela Drescher. Aufbau Verlag, Berlin 1998, ISBN 3-351-02836-9 (463 S.).
- Franziska Linkerhand. Roman. Ungekürzte [vervollständigte] Neuausgabe. Bearbeitung und Nachbemerkung Angela Drescher. Nachwort von Witold Bonner. Aufbau Verlag, Berlin 1998, ISBN 3-351-02852-0 (640 S.).
- Eine winzige Chance. Blätter, Bilder und Briefe. Mit Dieter Dressler. Edition Mariannenpresse, Berlin 1999, ISBN 3-926433-16-7 (55 S.).
- Mit Respekt und Vergnügen. Briefwechsel. Mit Hermann Henselmann. Hrsg.: Ingrid Kirschey-Feix. Aufbau Taschenbuch, Berlin 2001, ISBN 3-7466-1539-9 (120 S.).
- Das Mädchen auf der Lotosblume. Wenn die Stunde ist, zu sprechen. Zwei unvollendete Romane. Aufbau Verlag, Berlin 2003, ISBN 3-351-02982-9 (237 S.).
- Grüß Amsterdam. Briefwechsel 1956–1973. Mit Irmgard Weinhofen. Hrsg.: Angela Drescher. Aufbau Taschenbuch, Berlin 2003, ISBN 3-7466-1937-8 (344 S.).
- Tagebücher 1955–1970. Eine Auswahl für junge Leser, mit Anregungen für den Unterricht. Hrsg.: Carsten Gansel. Aufbau Taschenbuch, Berlin 2003, ISBN 3-7466-1902-5 (300 S.).
- Hunger auf Leben. Eine Auswahl aus den Tagebüchern 1955–1970 mit einem Brief an eine Freundin. Aufbau Taschenbuch, Berlin 2004, ISBN 3-7466-2036-8 (326 S.).
- Jede Sorte von Glück. Briefe an die Eltern. Hrsg.: Heide Hampel, Angela Drescher. Aufbau Verlag, Berlin 2008, ISBN 978-3-351-03247-0 (259 S.).
- „Wär schön gewesen!“ Der Briefwechsel zwischen Brigitte Reimann und Siegfried Pitschmann. Hrsg.: Kristina Stella. Aisthesis Verlag, Bielefeld 2013, ISBN 978-3-89528-975-0 (306 S.).[29]
- Post vom schwarzen Schaf. Geschwisterbriefe. Hrsg.: Heide Hampel, Angela Drescher. Aufbau Verlag, Berlin 2018, ISBN 978-3-351-03736-9 (416 S.).
- Ich möchte so gern ein Held sein. Der Briefwechsel. Mit Wolfgang Schreyer. Hrsg.: Carsten Gansel, Kristina Stella. OKAPI Verlag, Berlin 2018, ISBN 978-3-9816011-2-1 (540 S.).
- In der Erinnerung sieht alles anders aus. Bilder: Anke Feuchtenberger. Hrsg.: Heide Hampel, Winfried Braun. Steffen Verlag, Berlin 2019, ISBN 978-3-95799-078-5 (70 S.).
- Die Denunziantin. Hrsg. und Anhang zur Editionsgeschichte: Kristina Stella. Aisthesis Verlag, Bielefeld 2022, ISBN 978-3-8498-1770-1 (377 S.).
- Die Geschwister. Ungekürzte Neuausgabe. Hrsg.: Angela Drescher, Nele Holdack. Aufbau Verlag, Berlin 2023, ISBN 978-3-351-04204-2 (212 S.).
- Katja. Erzählungen über Frauen. Hrsg.: Carsten Gansel. Aufbau Verlag, Berlin 2023, ISBN 978-3-351-03989-9 (235 S., Manuskript zu Katja von 1953.).
- Carola Wiemers (Hrsg.): Ein fertiges Buch ist ein Argument. Brigitte Reimann und Günter de Bruyn in Briefen. Quintus-Verlag, Berlin 2024, ISBN 978-3-96982-088-9.

## Bearbeitungen

### Hörbücher
- Sabine Ranzinger: „Und trotzdem haben wir immerzu geträumt davon.“ Siegfried Pitschmann über Leben, Lieben und Arbeiten mit Brigitte Reimann. 1 CD. MDR/Der Audio Verlag, Berlin 1999, ISBN 3-89813-014-2.
- Jutta Hoffmann: Ich bedaure nichts. Tagebücher 1955–1963. 2 CDs. MDR/Der Audio Verlag, Berlin 2000, ISBN 3-89813-066-5.[30]
- Jutta Hoffmann: Alles schmeckt nach Abschied. Tagebücher 1964–1970. 2 CDs. MDR/Der Audio Verlag, Berlin 2000, ISBN 3-89813-110-6.
- Johanna Wokalek: Franziska Linkerhand. Gekürzte Lesung. 4 CDs. Random House Audio, Köln 2006, ISBN 3-86604-186-1.
- Jutta Hoffmann: Ich bedaure nichts und Alles schmeckt nach Abschied. Tagebücher 1955–1970. 1 MP3-CD. MDR Kultur/Der Audio Verlag, Berlin 2018, ISBN 978-3-7424-0444-2.
- Susan Zare: Die Geschwister. 1 MP3-CD. Hierax Medien, Edewecht 2023, ISBN 978-3-86352-620-7.

### Theateradaptionen
- 1978: Bärbel Jaksch und Heiner Maaß: Franziska Linkerhand. Nach dem gleichnamigen Roman von Brigitte Reimann. Regie: Christoph Schroth, Mecklenburgisches Staatstheater Schwerin
- 2007: Ines Burdow Die Unvollendete, Mecklenburgisches Staatstheater Schwerin, Theater am Rand u. a.

### Verfilmungen
- 1962: Die Frau am Pranger (Fernsehspiel), zusammen mit Siegfried Pitschmann nach der gleichnamigen Erzählung, Erstausstrahlung. 21. Januar 1962, Deutscher Fernsehfunk[31]
- 1981: Unser kurzes Leben. Nach Motiven des Romans Franziska Linkerhand. Regie: Lothar Warneke, mit Simone Frost als Franziska Linkerhand.
- 1990: Erster Verlust Nach Motiven der Erzählung Die Frau am Pranger. Regie: Maxim Dessau, mit Julia Jäger als Kathrin.
- 2004: Hunger auf Leben basierend auf den Tagebüchern von Brigitte Reimann. Regie: Markus Imboden, mit Martina Gedeck als Brigitte Reimann.

### Hörspiel und Feature
- Ein Mann steht vor der Tür. Hörspiel. Mit Siegfried Pitschmann. Regie: Theodor Popp. Radio DDR I, 1960.
- Sieben Scheffel Salz. Hörspiel. Berliner Rundfunk, 1960.
- Franziska Linkerhand, Hörspielbearbeitung: Martha Meuffels, Regie: Ulrich Gerhardt, Hildegard Schmahl als Franziska, Gottfried John als Ben, Koproduktion: BR/RIAS, Erstsendung: 17. Juni 1976
- Franziska Linkerhand, Architektin oder Szenen aus einem Frauenleben. Eine zweiteilige Folge (55 Min. und 48 Min.), Hörspielbearbeitung: Hans Bräunlich, Regie: Walter Niklaus, Rundfunk der DDR, Erstsendung: 7. und 14. März 1985
- Barbara Plensat: Ich bin so gierig nach Leben. Eine Hörspielcollage. Mit Renan Demirkan und Winnie Böwe. 1 CD. NDR/Der Audio Verlag, Berlin 2004 (Online bei NDR Kultur).

### Vertonungen
- 2009: Linkerhand. Oper nach Motiven des Romans Franziska Linkerhand.  Von Andrea Heuser (Libretto) und Moritz Eggert (Musik). UA Hoyerswerda/Görlitz (Regie: Sebastian Ritschel), mit Ines Burdow als Brigitte Reimann, Mai 2009.

### Print
- Heide Hampel (Hrsg.): Wer schrieb Franziska Linkerhand? Brigitte Reimann 1933–1973, Fragen zu Person und Werk. federchen Verlag, Neubrandenburg 1998, ISBN 3-910170-32-3.
- Dorothea von Törne: Brigitte Reimann – Einfach wirklich leben. Eine Biographie. Aufbau-Taschenbuch-Verlag, Berlin 2001, ISBN 3-7466-1652-2.
- Heide Hampel: Reimann, Brigitte. In: Neue Deutsche Biographie (NDB). Band 21, Duncker & Humblot, Berlin 2003, ISBN 3-428-11202-4, S. 334 f. (Digitalisat).
- Helene und Martin Schmidt: Brigitte Reimann – Spaziergang durch Hoyerswerda. Hoyerswerdaer Kunstverein 2003, ISBN 3-9808957-1-8.
- Barbara Wiesener: Von der bleichen Prinzessin, die ein purpurrotes Pferd über den Himmel entführte – das Utopische im Werk Brigitte Reimanns. Dissertation zum Dr. phil. für die Universität Potsdam, 2003.
- Detlef Kannapin, Hannah Lotte Lund: „Einen Film müsste man schreiben!“ Brigitte Reimann und die DEFA – Ankunft im Alltag der Filmpolitik. In: apropos: Film 2003 – Das Jahrbuch der DEFA-Stiftung, Bertz + Fischer Verlag, Berlin 2003, S. 106–127, ISBN 3-929470-28-4.
- Margrid Bircken, Heide Hampel (Hrsg.): Brigitte Reimann – Eine Biographie in Bildern. Aufbau-Verlag, Berlin 2004, ISBN 3-351-02582-3.
- Matthias Braun: Bücher waren ihr Alltag, Schreiben war ihr Leben. Brigitte Reimann im Spiegel der Stasi-Akten. In: Deutschland-Archiv, Bd. 38, 2005, 4, S. 625–633, ISSN 0012-1428.
- Helene und Martin Schmidt: Brigitte Reimann – Begegnungen und Erinnerungen. 2006.
- Helene und Martin Schmidt: Was ich auf dem Herzen habe – Begegnungen mit Brigitte Reimann – Zeitzeugen berichten. Hoyerswerdaer Kunstverein 2008, ISBN 978-3-9808957-2-9.
- Leonore Krenzlin, Bernd-Rainer Barth: Reimann, Brigitte. In: Wer war wer in der DDR? 5. Ausgabe. Band 2. Ch. Links, Berlin 2010, ISBN 978-3-86153-561-4.
- Christina Müller: Der Schritt durch den Rahmen. Bild und Weiblichkeitsmythos im Werk Brigitte Reimanns. Aisthesis-Verlag, Bielefeld 2012, ISBN 978-3-89528-920-0.
- Christina Onnasch, Angelika Fischer: Lebenswege der Brigitte Reimann. Edition A. B. Fischer, Berlin 2012, ISBN 978-3-937434-48-3.
- Kristina Stella: Brigitte Reimann. Kommentierte Bibliografie und Werkverzeichnis. Zwei Bände. Teil A: Primärliteratur (= Bibliographie zur deutschen Literaturgeschichte. Band 22). Aisthesis-Verlag, Bielefeld 2014, ISBN 978-3-8498-1080-1.[32]
- Matthias Aumüller: Brigitte Reimann in Neubrandenburg. Morio, Heidelberg 2018, ISBN 978-3-945424-55-1.
- Carsten Gansel: Ich bin so gierig nach Leben – Brigitte Reimann. Die Biographie. Aufbau-Verlag, Berlin 2023, ISBN 978-3-351-03964-6.
- Carolin Würfel: Drei Frauen träumten vom Sozialismus. Maxie Wander – Brigitte Reimann – Christa Wolf. Hanser, Berlin 2022. ISBN 978-3-446-27384-9.

### Audio
- Die Unvollendete – Die Schriftstellerin Brigitte Reimann. Feature von Inés Burdow, mit Brigitte Reimann, Ludwig Reimann und Ulrich Reimann, Irmgard Weinhofen, Wolfgang Schreyer, Martin Schmidt, Juergen Schulz, Inés Burdow und Valery Tscheplanowa. Regie: Nikolai von Koslowski, 59 Minuten, Ursendung: 20. Februar 2013, MDR Figaro / RBB Kulturradio

### DVD
- Literaturzentrum Neubrandenburg (Hrsg.): Die Neubrandenburger Jahre der Brigitte Reimann. Film von Heide Hampel und Jürgen Tremper, 44 Minuten, 1998